# Лобановка (Мордовия)
Лобановка — село в составе Большемордовско-Пошатского сельского поселения Ельниковского района Мордовии. Расположено на реке Сухой Урей.

## История
В 1869 году село входило в Краснослободский уезд и состояло из 9 дворов.

## Название
Название — антропоним: Лобановы — служилые люди на Темниковской засечной черте юго-восточной границы Русского царства — были владельцами населённого пункта. В связи с перенесением засечной черты на более южные рубежи, на Атемар — Инсар — Нижний Ломов — Керенск, часть жителей переехала на новое местожительство. Фамилии и прозвища Лоб, Лобан, Лобанов, Лобанец, Лобастиков, Лобень, Лобков, Лобоев были распространенными в центральной полосе России с XV века среди русских, мокшан и татар.
В селе одна улица — улица Габдуллы Тукая.

## Население
| 2002 | 2010 |
| ---- | ---- |
| 86   | ↘70  |

Национальный состав
Согласно результатам Всероссийской переписи населения 2002 года, в национальной структуре населения татары составляли 95 %.